# Coordenadas de Talairach

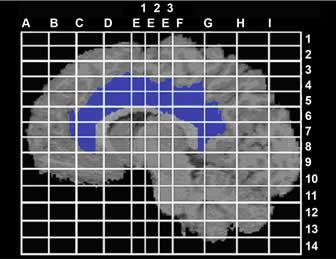
Vista sagital da região cingulada do cérebro humano com uma grade de Talairach sobreposta de acordo com localizadores padrão.

As coordenadas de Talairach, também conhecidas como espaço de Talairach, são um sistema de coordenadas tridimensional (conhecido como 'atlas') do cérebro humano, que é usado para mapear a localização das estruturas cerebrais independentemente das diferenças individuais no tamanho e na forma geral do cérebro. Ainda é comum usar as coordenadas de Talairach em estudos de imagem cerebral funcional e direcionar a estimulação transcraniana de regiões cerebrais. No entanto, métodos alternativos, como o Sistema de Coordenadas MNI (originado no Montreal Neurological Institute and Hospital) substituíram amplamente Talairach pela estereotaxia e outros procedimentos.

## História
O sistema de coordenadas foi criado pelos neurocirurgiões Jean Talairach e Gabor Szikla em seu trabalho no Atlas Talairach em 1967, criando uma grade padronizada para a neurocirurgia. A grade foi baseada na ideia de que as distâncias às lesões no cérebro são proporcionais ao tamanho geral do cérebro (ou seja, a distância entre duas estruturas é maior em um cérebro maior). Em 1988, uma segunda edição do Atlas Talairach foi lançada em co-autoria de Tournoux, e às vezes é conhecido como o sistema Talairach-Tournoux. Este atlas foi baseado em uma única dissecção post-mortem de um cérebro humano.
O Atlas de Talairach usa áreas de Brodmann como rótulos para regiões do cérebro.

## Descrição
O sistema de coordenadas de Talairach é definido fazendo com que duas âncoras, a comissura anterior e a comissura posterior, estejam em uma linha horizontal reta. Como esses dois pontos estão no plano sagital mediano, o sistema de coordenadas é completamente definido exigindo que esse plano seja vertical. As distâncias em coordenadas de Talairach são medidas a partir da comissura anterior como origem (conforme definido na edição de 1998). O eixo y aponta posterior e anterior às comissuras, o eixo esquerdo e direito é o eixo x, e o eixo z está nas direções ventral-dorsal (para baixo e para cima). Uma vez que o cérebro é reorientado para esses eixos, os pesquisadores também devem delinear os seis contornos corticais do cérebro: anterior, posterior, esquerdo, direito, inferior e superior. No atlas de 1967 a esquerda está com coordenadas positivas enquanto no atlas de 1988 a esquerda tem coordenadas negativas.

## Regiões de Brodmann

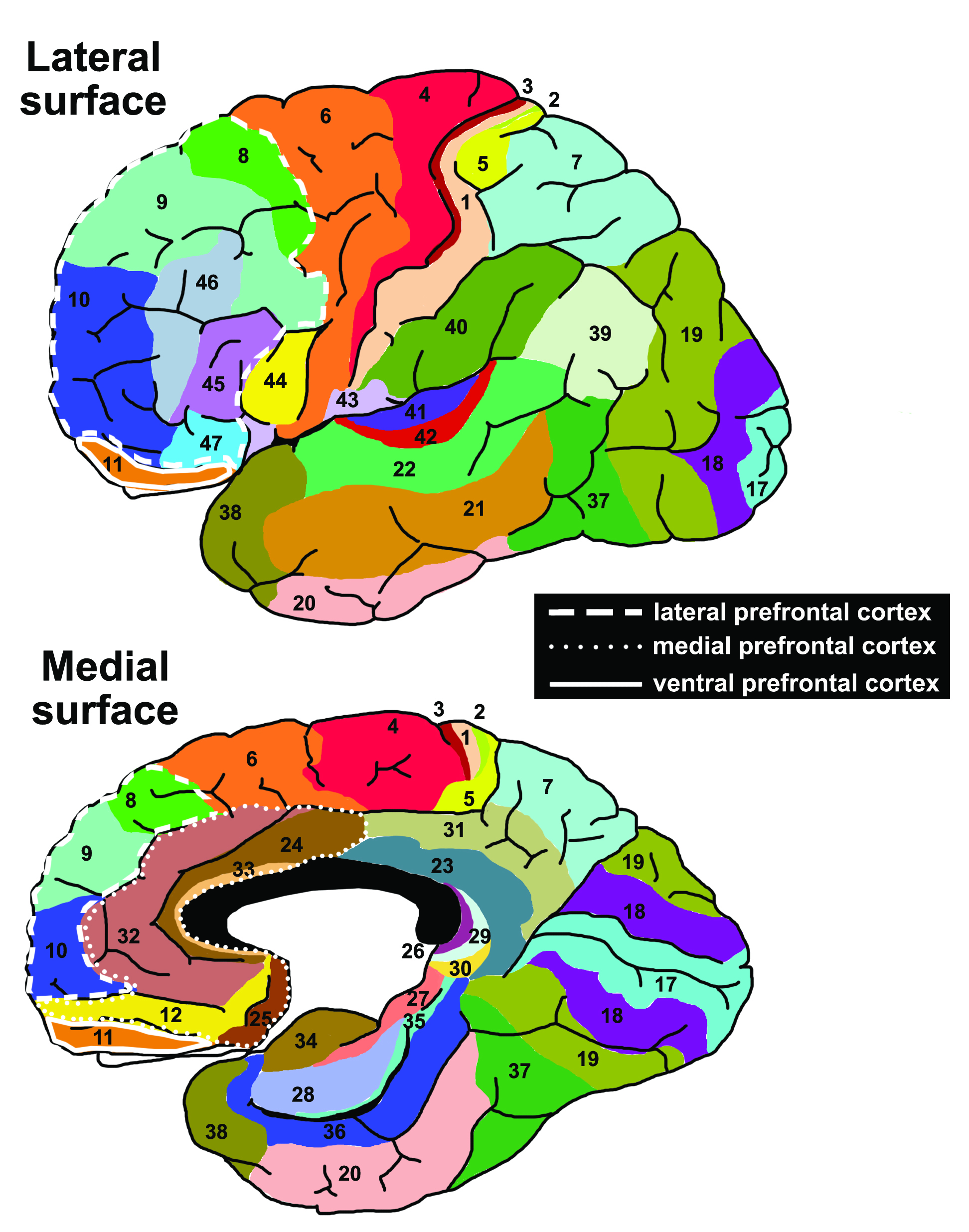
Uma imagem colorida das áreas de Brodmann.

As áreas de Brodmann são uma ilustração de um mapa citoarquitetônico do cérebro humano que foram publicadas por Korbinan Brodmann em seu monograma de 1909. O mapa de Brodmann divide o córtex cerebral em 43 partes diferentes, que se tornam visíveis em cortes histológicos corados pelo corpo celular. Anos depois, um grande grupo de neurocientistas ainda utiliza o mapa de Brodmann para a localização de dados de neuroimagem obtidos em cérebros humanos vivos.

## Conversão para outros sistemas de coordenadas

### Modelos do Instituto Neurológico de Montreal (MNI)
Outro atlas comum para o cérebro humano é o sistema de coordenadas do Montreal Neurological Institute and Hospital (MNI), que é o modelo usado para o SPM e o International Consortium for Brain Mapping. A maioria dos pacotes de software de neuroimagem são capazes de converter coordenadas de Talairach para coordenadas MNI.

### Registro não linear
O registro não linear é o processo de digitalizar as coordenadas de Talairach e gerar um mapa não linear na tentativa de compensar as diferenças reais de forma entre os dois, o que resultaria em transformações de coordenadas mais precisas.

### Modelo cerebral otimizado de alta resolução (HRBT)
Os cérebros-alvo atuais não são adequados para a pesquisa (ou seja, são médios, só podem ser usados em estudos de mapeamento cerebral-alvo de MRI de baixa resolução ou são cérebro único). O modelo otimizado de cérebro de alta resolução (HRBT), um cérebro alvo de ressonância magnética de alta resolução, é uma técnica que pode ajudar nos problemas nomeados acima. Essa otimização pode ser realizada para ajudar a reduzir os vieses anatômicos individuais do ICBM HBRT original. A HRBT otimizada é mais adequada para grupos de cérebros anatomicamente correspondentes.